# Heraclia comaria
Heraclia comaria är en fjärilsart som beskrevs av Druce 1910. Heraclia comaria ingår i släktet Heraclia och familjen nattflyn. Inga underarter finns listade i Catalogue of Life.